# Podiș, Bacău
Podiș (în trecut, și Slobozia-Luncani) este un sat în comuna Mărgineni din județul Bacău, Moldova, România.